# Bell Model 3
Bell Model 3 – niezrealizowany projekt samolotu myśliwskiego zaprojektowanego z zakładach Bell Aircraft. Rozwinięciem koncepcji był powstały później i produkowany seryjnie samolot Bell P-39 Airacobra oraz prototypowy Bell XP-77.

## Historia
Bell P-39 Airacobra był wstępna propozycją powstałą w zakładach Bell Aircraft w odpowiedzi na konkurs United States Army Air Forces (USAAF) X-609 z 19 marca 1937 na jednosilnikowy, jednomiejscowy samolot przechwytujący. Samolot miał bardzo konwencjonalny wygląd jak na ten czas, ale zastosowany w nim nietypowy układ napędowy. Silnik samolotu nie znajdował w dziobie, ale umieszczono go tuż przed kokpitem pilota, tak aby znajdował się jak najbliżej środka ciężkości samolotu, sam kokpit był przesunięty bardzo do tyłu. Położenie kokpitu, za krawędzią spływu skrzydła, blokowało pole widzenia pilota w dół i zapewne bardzo utrudniałoby lądowanie. Kokpit miał drzwi typu samochodowego, podobne jakie później zaprojektowano także dla Airacobry.
Śmigło napędzane było wałem napędowym o długości 61 cali (155 cm) przez przekładnię zębatą o przełożeniu 2:1. Jednostkę napędową samolotu miał stanowić silnik Allison V-1710E-2 o mocy 1150 KM. Skrzydło miało profile lotnicze typu NACA 23018 przy nasadzie skrzydła, przechodzący na profil NACA 23009 przy jego końcówce.
Uzbrojenie miało się składać z pojedynczego działka 25 mm i dwóch karabinów maszynowych kalibru 12,7 mm lub czterech karabinów maszynowy 12,7 mm umieszczonych w nosie. Zapas amunicji do działka miał wynosić 50 nabojów i po 200 dla każdego karabinu 12,7 mm.
Zbudowano pełnoskalowy model samolotu który został oficjalnie pokazany Armii 24 maja 1937, ale poprzestano dalszych prac rozwojowych na rzecz Modelu 4, który został przyjęty do produkcji jako Bell P-39 Airacobra, oraz w późniejszym czasie, prototypowy Bell XP-77.